# Parkfield
Parkfield är en liten ort i Kalifornien, USA, med 37 invånare, känd som Kaliforniens jordbävningscentrum.
Parkfield drabbades tisdagen den 28 september 2004 av ett skalv av magnituden 6,0 på Richterskalan. Skalvet, som inträffade klockan 10.15 lokal tid, kunde kännas från Sacramento i norr till Santa Ana söder om Los Angeles i söder, en sträcka på cirka 650 kilometer. Efter huvudskalvet registrerades i närområdet under fem dagar cirka 900 efterskalv med en magnitud på upp till 5,0. Inga skador på människor noterades dock.
Parkfield, som ligger vid San Andreasförkastningen, anses vara ett av jordens seismiskt mest aktiva områden. Orten har tidigare mellan 1857 och 1966 råkat ut för sex liknande jordbävningar med en magnitud större än 6,0 på Richterskalan. 
Området runt Parkfield är formligen nerlusat med seismiska och andra självregistrerande instrument för att studera händelseförlopp och eventuella försignaler. Verksamheten, som har pågått sedan 1980-talet, går under benämningen Projekt Parkfield.